# Nati nel 1234
| Questa pagina contiene informazioni ricavate automaticamente dalle voci biografiche con l'ausilio del template Bio e di un bot. L'aggiornamento è periodico e automatico e ricostruisce completamente la pagina. Se manca una persona in questa lista, sei pregato di non aggiungerla, ma accertati piuttosto che la sua voce biografica contenga il template Bio e che i dati anagrafici siano correttamente compilati. Se il template Bio manca, inseriscilo tu stesso o, in alternativa, metti l'avviso {{tmp\|Bio}} che ne segnala la mancanza. Se i dati riportati sono sbagliati, correggi direttamente la voce biografica; le modifiche saranno visibili in questa lista entro pochi giorni. Per chiarimenti vedi il progetto biografie. La lista contiene solo le 8 persone che sono citate nell'enciclopedia e per le quali è stato implementato correttamente il template Bio. Pagina aggiornata al 26 mar 2025. |

- 18 settembre - Corrado Miliani, religioso italiano († 1289)
- Abaqa, sovrano mongolo († 1282)
- Al-Nawawi, giurista († 1278)
- Colomanno I di Bulgaria, sovrano bulgaro
- Cristina di Norvegia, principessa norvegese († 1262)
- Matilde II di Borbone, contessa († 1262)
- Manuele di Castiglia, principe († 1283)
- Beatrice di Provenza, sovrana († 1267)